# Office national d'études et de recherches aérospatiales

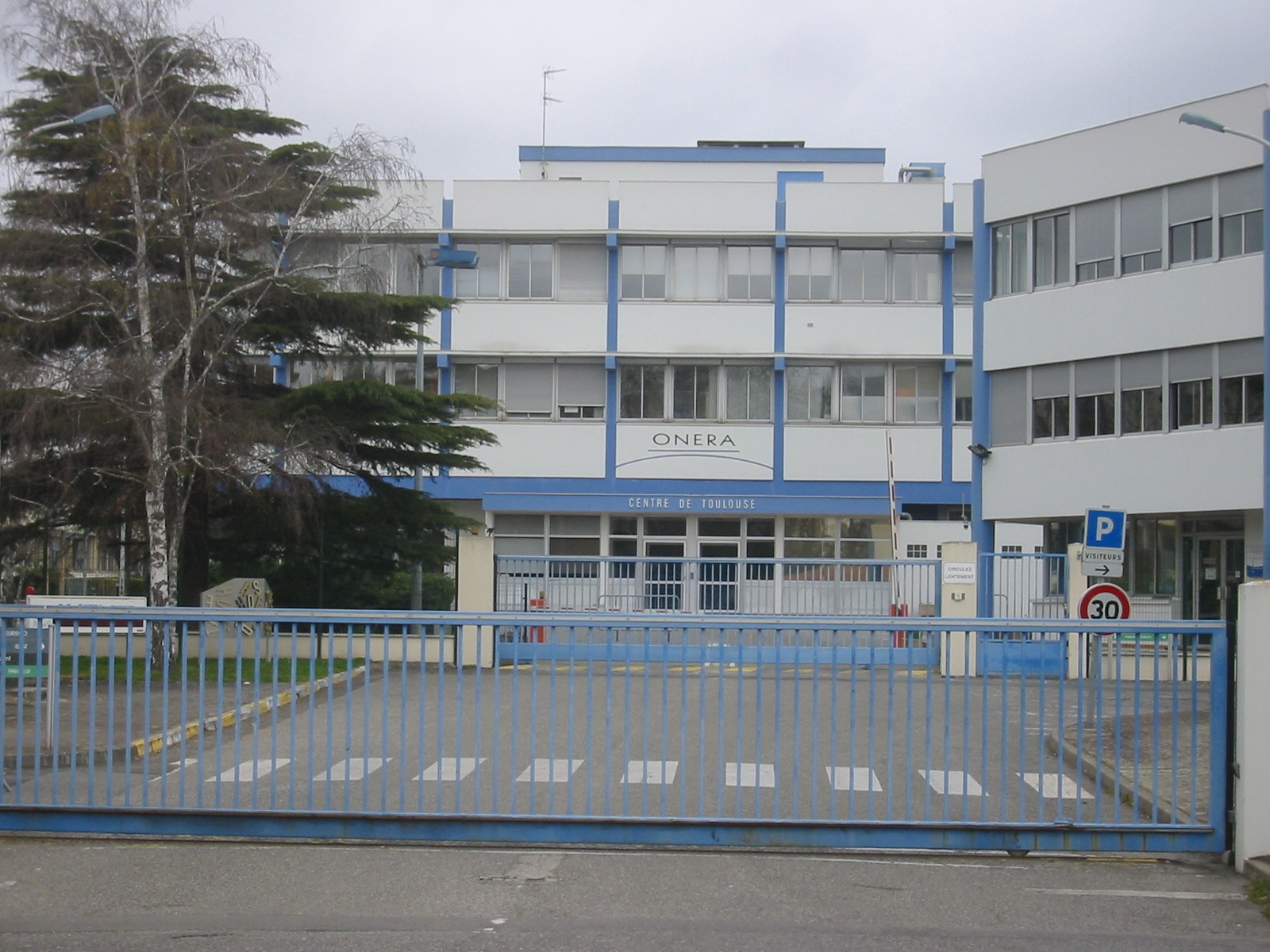
Vestiging van ONERA in Toulouse

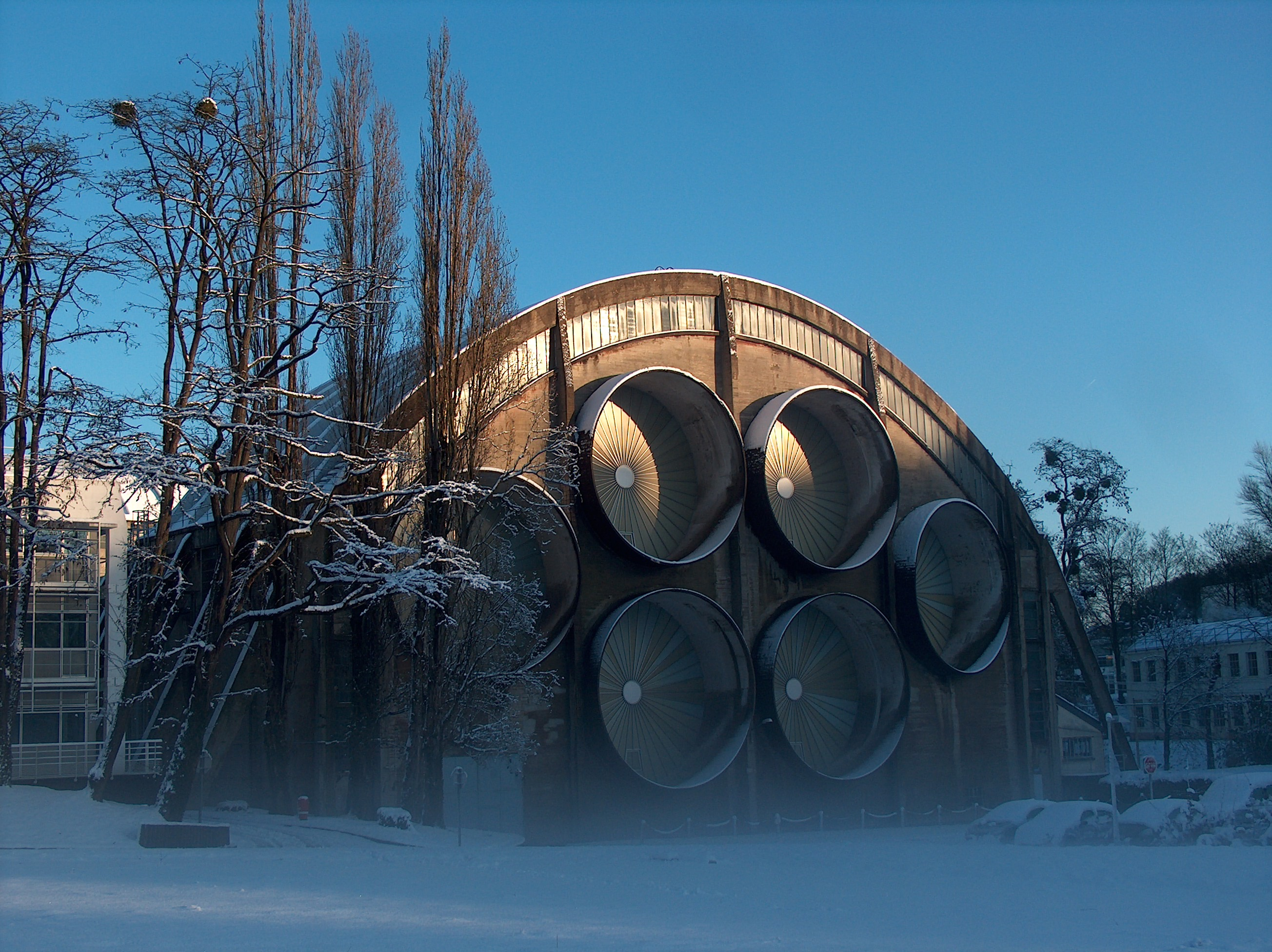
De oude windtunnel S1 van ONERA in Meudon

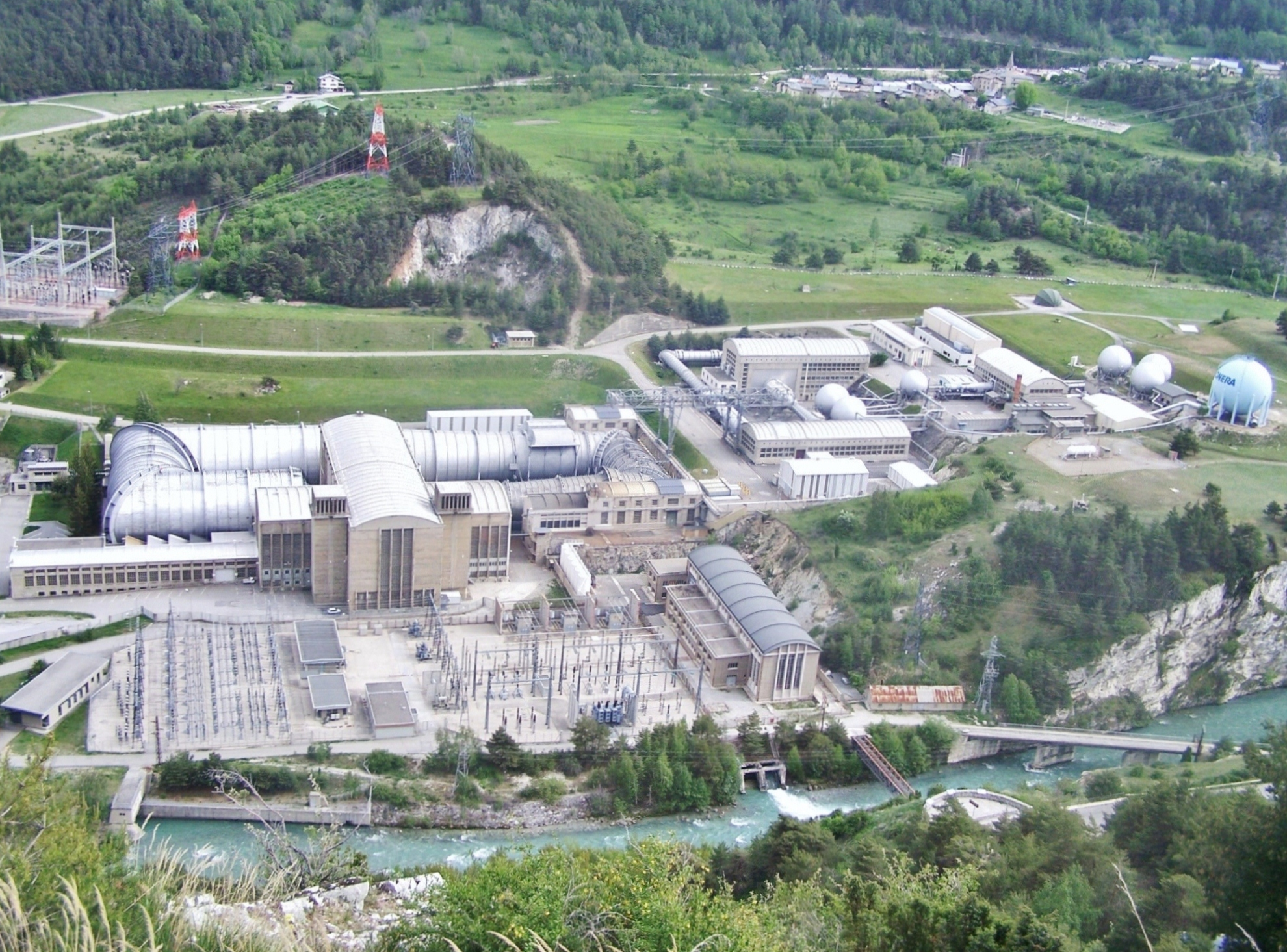
De locatie in Avrieux, met meerdere windtunnels

Het Office national d'études et de recherches aérospatiales (ONERA) is het Franse nationale onderzoekscentrum voor lucht- en ruimtevaart en defensie.
ONERA voert R&D uit op het gebied van aeronautica en ruimtevaart, met inzet van vloeistofmechanica, materiaalkunde, fysica en informatieverwerking. ONERA was zeer actief betrokken bij het Arianeprogramma, de ontwikkeling van de Mirage en de Rafale en allerhande wapensystemen, raketten, helikopters, vliegtuigmotoren en radars. Het superviseert en certifieert eveneens onder meer de Falconproductie van Dassault Aviation en de werking van Airbus.
Er werkten in 2017 1.960 personen voor ONERA. Dat jaar deden ook 291 personen hun promotie-onderzoek in het instituut. De hoofdzetel is gevestigd in Palaiseau in het departement Essonne. Belangrijke onderzoekscentra bevinden zich in Meudon in het departement Hauts-de-Seine en in Avrieux in het departement Savoie. De locatie in Meudon heeft een zeer rijke en oude traditie en kan teruggevoerd worden tot 1877 toen het Établissement central de l'aérostation militaire daar werd opgericht en zelfs tot Nicolas-Jacques Conté, die in 1793 in het voormalige kasteel van Meudon in de onmiddellijke omgeving een instituut mocht oprichten voor onderzoek naar luchtballonnen, actief tot het kasteel in 1803 afbrandde. Het ONERA heeft ook vestigingen in Châtillon, Rijsel, Toulouse (bij het Institut supérieur de l'aéronautique et de l'espace in Aerospace Valley), Mauzac en Salon-de-Provence (bij de École de l'Air).
Het instituut is een Établissement public à caractère industriel et commercial, een publieke instelling van het industriële en commerciële type. Het werd opgericht in 1946 als het Office National d’Études et de Recherches Aéronautiques. De naamswijziging die ook de ruimtevaart toevoegde vond plaats in 1963. Sinds 2007 positioneert het instituut zich wereldwijd veelal met de Engelstalige naam The French Aerospace Lab. ONERA staat onder de voogdij van het Ministère des Armées, het Franse ministerie van defensie. Het budget bedraagt 230 miljoen euro per jaar.
ONERA heeft de grootste collectie windtunnels van heel Europa in gebruik.